# Biblioteca Italiana Ossia Giornale di Letteratura Scienze ed Arti
Biblioteca Italiana Ossia Giornale di Letteratura Scienze ed Arti (abreviado Bibl. Ital.) fue una revista con ilustraciones y descripciones botánicas que fue publicada en Milán desde 1816 hasta 1840. 